# Jakobuskerk (Weimar)
De Jakobuskerk (Duits Jakobskirche) is een barok kerkgebouw in Weimar, Thüringen. In deze kerk trad Johann Wolfgang von Goethe met Christiane Vulpius in het huwelijk en op het aangrenzende kerkhof bevinden zich de graven Lucas Cranach en Friedrich von Schiller.

## Geschiedenis

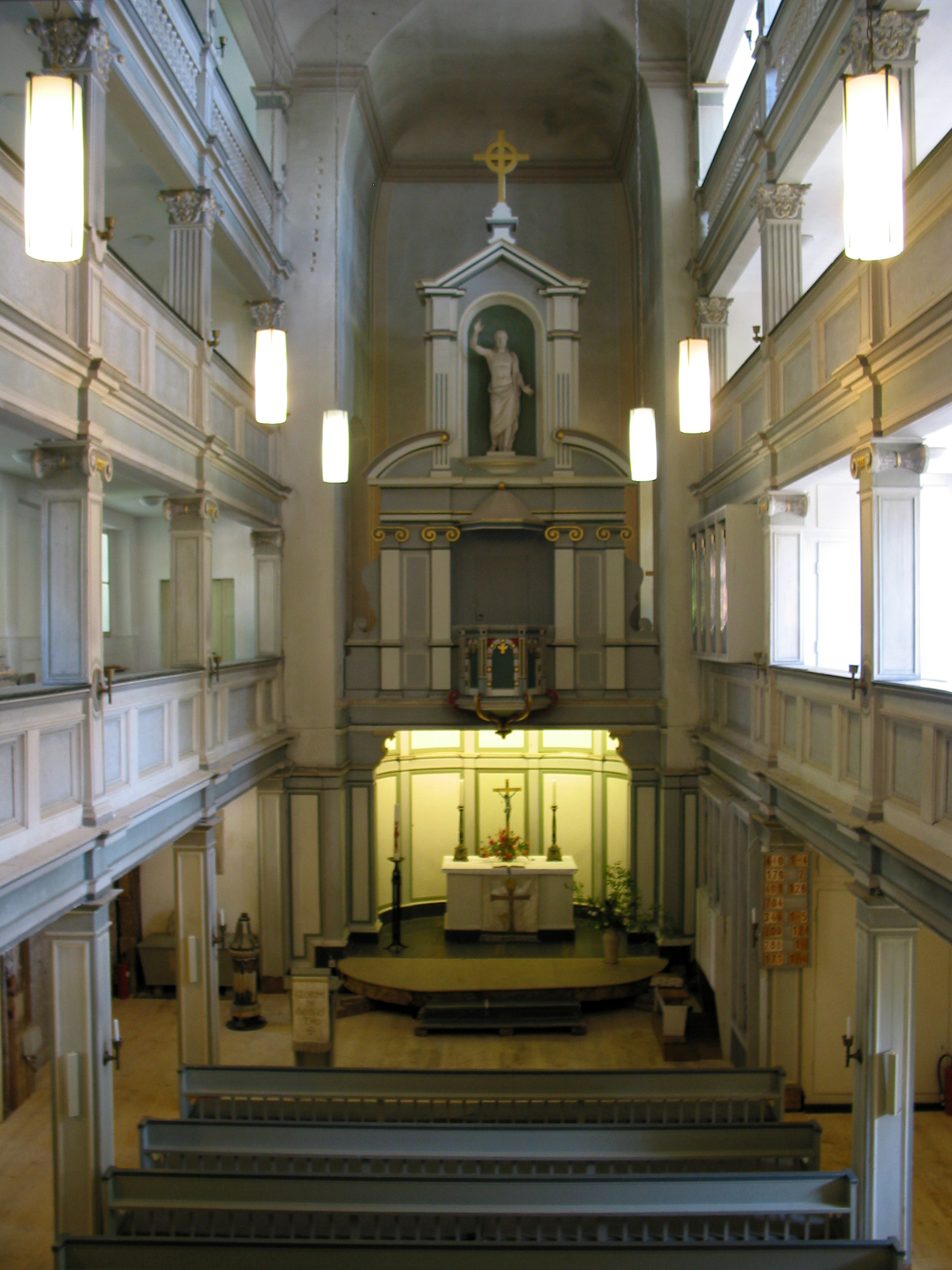
Kanselaltaar

De naam van de kerk houdt verband met de ligging aan de pelgrimsroute naar Santiago de Compostella. Het oorspronkelijke gebouw stond al in 1168 op de eveneens naar de apostel Jakobus genoemde Jakobsheuvel. Nadat Weimar in de 13e eeuw stadsmuren kreeg, viel het kerkgebouw buiten de muren. In 1712 werd de oude kerk wegens bouwvalligheid gesloopt en het jaar daarop liet hertog Willem Ernst op dezelfde plaats een eenschepige kerk in barokke stijl bouwen. Na de brand van het Stadsslot van Weimar werd de kerk in 1774 een hofkerk. De restauratie na de bezetting van de troepen van Napoleon werd in 1816 afgesloten.  
Op 19 oktober 1806 verbond dominee Christoph Wilhelm Günther in de sacristie van de kerk Johann Wolfgang von Goethe en Christiane Vulpius in de echt.

## Beschrijving
In de muren van de kerk bevindt zich een steen die verwijst naar de inwijding van de eerste kapel in het jaar 1168.
In het interieur van de kerk domineert de classicistische stijl. Opvallend is het beeld van een zegenende Christus boven het altaar. Het werd gemaakt door Martin Gottlieb Klauer en doet wat betreft kleding en houding herinneren aan Romeinse voorbeelden. Ook de omlijsting van het beeld door een aedicula verwijst naar de romeinse architectuur.
Tijdens renovatiewerkzaamheden ontdekte men in 2007 onder de vloer een fraaie grafzerk van de in de Dertigjarige Oorlog neergeschoten Hans Melchior Marschall. De zerk ligt nog altijd op zijn plaats en is door een glasplaat in de vloer te bezichtigen. Van de Engelse schilder Charles Gore bevindt zich in het kerkgebouw bovendien een sarcofaag.
In de toren hangen drie klokken. De oudste klok werd in 1621 in Erfurt gegoten en hing tot 1713 in de toren van de Slotkerk.

## Orgel
Bij de inwijding van het destijds hier aanwezige orgel in 1721 zou Johann Sebastian Bach aanwezig zijn geweest. Het huidige orgel werd in 1997 door de orgelbouwer Gerhard Böhm uit Gotha gebouwd. Het instrument bevindt zich in de altaarruimte en bezit 17 registers verdeeld over twee manualen en pedaal. De speel- en registertracturen zijn mechanisch.